# Schloss Ulenburg
Schloss Ulenburg este o arie protejată (arie specială de conservare — SAC, sit de importanță comunitară — SCI) din Germania întinsă pe o suprafață de 0,11 ha, integral pe uscat.

## Localizare
Centrul sitului Schloss Ulenburg este situat la coordonatele 52°13′36″N 8°41′14″E / 52.2267°N 8.6872°E.

## Înființare
Situl Schloss Ulenburg a fost declarat sit de importanță comunitară în mai 2004 pentru a proteja 1 specie de animale. Situl a fost protejat și ca arie specială de conservare în aprilie 2005.

## Biodiversitate
Situată în ecoregiunea continentală, aria protejată nu include niciun habitat protejat.
La baza desemnării sitului se află o specie protejată de  mamifere: liliac comun (Myotis myotis).